# Jiří Gruntorád
Jiří Gruntorád (ur. 21 września 1952 w Pradze) – bibliotekarz i archiwista, sygnatariusz Karty 77, wydawca i kolporter publikacji niezależnych, m.in. serii „Popelnice”.

## Życiorys
Był uczniem szkoły leśnej w Třebenicach pod Sedlčanami. W 1969 roku, został z niej usunięty za krytykowanie programów informacyjnych Telewizji Czechosłowackiej. Pracował jako drwal, konduktor w tramwaju, magazynier, robotnik niewykwalifikowany oraz murarz. w czasie kampanii przeciwko Karcie 77 zbliżył się do środowiska dysydenckiego. W 1978 roku poznał Václava Bendę, przepisywał czasopismo „Informace o Chartě 77” oraz inne publikacje samizdatowe, co nie uszło uwadze organów bezpieczeństwa. Podczas rewizji w mieszkaniu, skonfiskowano większą ilość zakazanych wydawnictw. Gruntorád został aresztowany, a 8 listopada 1979 roku w pokazowym procesie bez dowodów skazano go na 3 miesiące pozbawienia wolności po zarzutem przechowywania bez zezwolenia broni palnej. Po powrocie z więzienia w Pilźnie podpisał Deklarację Karty 77. Zajmował się przepisywaniem i dystrybucją samizdatu. W serii „Popelnice” wydawał między innymi książki Egona Bondego (właśc. Zbyňka Fišera), Bohumila Hrabala, Jaroslava Seiferta, a także debiutanckie utwory Vlastimila Třešňáka i |Jaroslava Hutki. W grudniu 1980 roku został ponownie aresztowany, a w lipcu 1981 roku skazany na cztery lata więzienia za „głównie na powielanie i rozpowszechnianie publikacji wyszydzających i szkalujących sytuację w CSRS, kierowniczą rolę KPCz, działania władz i socjalistyczny charakter republiki oraz na gromadzenie w celu rozpowszechniania druków wydawanych przez ośrodki zagraniczne, w celu osłabienia i rozkładu ustroju socjalistycznego w CSRS” (z wyroku sądowego). Był pierwszym wśród dysydentem skazanym na trzy lata nadzoru ochronnego, podczas którego był zobowiązany do codziennego meldowania się na posterunku milicji.
Pierwszą część kary spędził w jednym z najcięższych więzień, w Minkovicach na północy Czech, pracując przy produkcji szklanych żyrandoli, sprzedawanych na Zachód z wielkim zyskiem. Po dwóch latach został przeniesiony do więzienia w Valdicach, gdzie osadzony był też poeta Ivan Martin Jirous. Zbiór wierszy Magorovy labutí písně (Łabędzie pieśni Magora)pod koniec 1984 roku przemycił za bramy byłego klasztoru kartuzów i wkrótce wydał w samizdacie wiersze które Jirous napisał w więzieniu.
Po wyjściu z więzienia pomimo trzyletniego nadzoru ochronnego kontynuował wydawanie serii „Popelnice”. Podczas jego wyroku serię prowadził Oleg Hejnyš. Do końca 1989 roku ukazało się około 130 tytułów w tej serii, po 12–15 egzemplarzy przepisywanych na maszynie. Na jesieni 1988 roku uczestniczył w pracach *Inicjatywy Obrony Społecznej, Ruchu Swobód Obywatelskich oraz Komitetu Solidarności z Ivanem Polanskim. Pracował wówczas jako murarz, magazynier, a następnie do 1991 jako palacz.
W 1990 roku zwrócono mu skonfiskowane książki i czasopisma drugoobiegowe, a także archiwum *Komitetu Obrony Niesprawiedliwie Prześladowanych (VONS), Założył ze zwróconych zbiorów bibliotekę publikacji samizdatowych *Libri Prohibiti, Którą otworzył uroczyście w październiku 1990 roku. W latach 1991–1994 był sekretarzem VONS, w latach 1993–1999 był dokumentalistą Urzędu Badań i Dokumentacji Zbrodni Komunizmu przy Policji Republiki Czeskiej. Od 1999 roku jest kierownikiem biblioteki Libri Prohibiti, która gromadzi i opracowuje publikacje emigracyjne materiały archiwalne samizdat z Czechosłowacji i innych państw socjalistycznych z lat 1945–1989,

## Publikacje
- Magorovy labutí písně (Łabędzie pieśni Magora)